# سيرجينو ديست
سيرجينو جياني ديست (بالهولندية: Sergiño Gianni Dest؛ مواليد 3 نوفمبر 2000) لاعب كرة قدم أمريكي يلعب كظهير أيمن مع بي إس في آيندهوفن الهولندي والمنتخب الأمريكي، وسبق وأن لعب مع نادي أياكس أمستردام في الدوري الهولندي الممتاز. وُلد ديست في هولندا لأم هولندية وأب أمريكي، ويمثل الولايات المتحدة على المستوى الدولي مُنذ عام 2019.

## مسيرته الكروية
لعب ديست لأكاديمية ألمير سيتي لكرة القدم للشباب حتى عام 2012، عندما انتقل إلى فرق الشباب في أياكس. بعد تقدمه في صفوف النادي، شارك لأول مرة مع شباب أياكس في 15 أكتوبر 2018، حيث خسر 2–1 ضد شباب آيندهوفن. تلقى ديست الإشادة على مدار موسم 2018–19، حيث شارك في 17 مباراة في الدوري الهولندي الدرجة الثانية وسجل هدفًا واحدًا وصنع آخر. كما سجل هدفًا وصنع هدفًا آخر في سبع مباريات في الدوري الأوروبي للشباب.
في 27 يوليو 2019، شارك ديست لأول مرة مع فريق أياكس الأول في مباراة رسمية، عندما شارك كأساسي في مباراة ديربي في كأس السوبر الهولندي 2019 ضد آيندهوفن. فاز أياكس بالمباراة 2–0 ظافرًا باللقب. في 10 أغسطس 2019، شارك ديست لأول مرة في الدوري الهولندي الممتاز، ليحل محل نصير مزراوي في الدقيقة 54 من فوز أياكس 5–0 على أرضه ضد إيمن.

## مسيرته الدولية
ولد ديست في هولندا لأب أمريكي من أصول سورينامية وأم هولندية، لكنه لم يمثل سوى الولايات المتحدة في فئات الشباب وعلى المستوى الدولي الأول. حيث مثل الولايات المتحدة تحت 17 سنة في كأس العالم تحت 17 سنة 2017، والولايات المتحدة تحت 20 سنة في كأس العالم تحت 20 سنة 2019، ولعب أربع مباريات.
شارك ديست لأول مرة مع المنتخب الأول في 6 سبتمبر 2019، حيث شارك كأساسي ولعب 68 دقيقة في الخسارة الودية 3–0 أمام المكسيك. اختار ديست الالتزام بتمثيل للولايات المتحدة دوليًا في 28 أكتوبر 2019.

## الإحصائيات
آخر تحديث 13 سبتمبر 2020.
| النادي     | الموسم   | الدوري                         | الدوري | الدوري  | الكأس  | الكأس   | أوروبا | أوروبا  | أخرى   | أخرى    | المجموع | المجموع |
| النادي     | الموسم   | الدرجة                         | الظهور | الأهداف | الظهور | الأهداف | الظهور | الأهداف | الظهور | الأهداف | الظهور  | الأهداف |
| ---------- | -------- | ------------------------------ | ------ | ------- | ------ | ------- | ------ | ------- | ------ | ------- | ------- | ------- |
| شباب أياكس | 2018–19  | الدوري الهولندي الدرجة الثانية | 17     | 1       | —      | —       | —      | —       | —      | —       | 17      | 1       |
| أياكس      | 2019–20  | الدوري الهولندي                | 20     | 0       | 4      | 2       | 10     | 0       | 1      | 0       | 35      | 2       |
| أياكس      | 2020–21  | الدوري الهولندي                | 3      | 0       | 0      | 0       | 0      | 0       | —      | —       | 3       | 0       |
| أياكس      | المجموع  | المجموع                        | 23     | 0       | 4      | 2       | 10     | 0       | 1      | 0       | 38      | 2       |
| الإجمالي   | الإجمالي | الإجمالي                       | 40     | 1       | 4      | 2       | 10     | 0       | 2      | 0       | 55      | 3       |

## الإنجازات

### النادي
أياكس
- كأس السوبر الهولندي (1): 2019

 برشلونة
- كأس ملك إسبانيا (1): 2020–21

### الفردية
الجوائز
- أفضل لاعب كرة القدم أمريكي شاب: 2019[13]
- أياكس موهبة العام: 2020[14]

## وصلات خارجية
- سيرجينو ديست على موقع الاتحاد الأوربي (الإنجليزية)
- سيرجينو ديست على موقع إي إس بي إن إف سي (الإنجليزية)
- سيرجينو ديست على موقع قاعدة بيانات كرة القدم.إي يو (الإنجليزية)
- سيرجينو ديست على موقع ليكيب (الفرنسية)
- سيرجينو ديست على موقع ناشيونال فوتبول تيمز (الإنجليزية)
- سيرجينو ديست على موقع Soccerbase.com (لاعب) (الإنجليزية)
- سيرجينو ديست على موقع Soccerway.com (الإنجليزية)
- سيرجينو ديست على موقع عالم كرة القدم.نت (الإنجليزية)
- سيرجينو ديست على موقع AS.com (الإسبانية)